# Фарах (Афганистан)
Фара́х (пушту فراه‎, дари فراه Farāh) — город в западной части Афганистана, административный центр одноимённой провинции.

## География
Расположен в долине реки Фарахруд, на высоте 650 м над уровнем моря. Население по данным на 2004 год составляет 35 800 человек, большей частью представлено пуштунами (около 90 %). Другие этнические группы включают таджиков (7 %) и белуджей (3 %).
В городе имеется аэропорт с асфальтированной взлётно-посадочной полосой. От Фараха отходит несколько дорог в разных направлениях, наиболее значительная из них — дорога № 515. Экономика города основана на торговле и сельском хозяйстве.

## История
Крепость в Фарахе была построена Александром Македонским в качестве промежуточного пункта между Гератом и Кандагаром.
Во времена правления Аршакидов Фарах стал одним из ключевых городов региона. Греческий географ Исидор Харакский упоминал в I веке очень большой город Фра.
В первом веке до н. э. региона достигли китайские послы оставившее в Хоу Хань шу описание страны: «Уишаньли, отождествляемой с Александрией Профтасией и соответственно с Фарахом: Разделено на много маленьких княжеств, в целом сильно и многолюдно, вассально по отношению к Анси — Парфии. На западе граничит с Тяочжи (條支, Государство Селевкидов). Столица Тяочжи в ста днях пути и находится близ моря (Антиохия). Дальше в ста днях пути живёт богиня Си-ван-му, там Солнце садится в воду. Страна жаркая и ровная. Климат позволяет выращивать рис. Отсюда привозят птичьи яйца размером с чашку. Есть хорошие фокусники. Есть зверь Таоба — олень-единорог, а также львы и носороги. Жители не приемлют кровопролития, хотя делают оружие с украшениями из золота и серебра. Греческие монеты — с изображением профиля царя и всадника. Здесь караванный путь поворачивает на северо-запад в Анси.»
В V веке Фарах был главным укреплением на востоке империи Сасанидов.